# Ториля
Торѝля (на италиански: Torriglia; на лигурски: Torriggia, Ториджа) е село и община в Северна Италия, провинция Генуа, регион Лигурия. Разположено е на 769 m надморска височина. Населението на общината е 2384 души (към 2011 г.).